# D・トレイン
D・トレイン（D.Train）は、1980年から1985年にかけて活動したアメリカのポスト・ディスコの音楽デュオである。1980年前半に『ビルボード』誌のダンスチャートやR&Bチャートに複数回チャートインしたほか、全英シングルチャートで3回トップ30入りした。主なヒット曲に「ワン・フォー・ミー」、「キープ・オン」、「Walk on By」などがある。

## ディスコグラフィ

### アルバム
- 『ワン・フォー・ミー』 - You're the One for Me (1982年)
- 『ミュージック』 - Music (1983年)
- Something's On Your Mind (1983年)

### D・トレイン・ウィリアムズ・ソロ・アルバム
- 『ミラクルズ・オブ・ザ・ハート』 - Miracles of the Heart (1986年)
- 『イン・ユア・アイズ』 - In Your Eyes (1988年)
- 701 Franklin Ave. (2009年)

### シングル
- 「ワン・フォー・ミー」 - "You are the one for me" (1982年)
- 「キープ・オン」 - "Keep on" (1982年)
- "Walk on by" (1982年)
- "Keep giving me love" (1983年)
- 「ミュージック」 - "Music" (1983年)
- 「いそしぎ」 - "The Shadow OF Your Smile" (1983年)
- "Just Another Night (Without Your Love)" (1985年)
- "You're The One For Me" (remix) (1985年)